# Watban Ibrahim al-Tikriti
Pour les articles homonymes, voir Al-Tikriti.
Watban Ibrahim al-Tikriti (de son vrai nom Watban Ibrahim al-Hassan) (en arabe : وطبان إبراهيم التكريتي), né en 1952 à Tikrit et mort le 13 août 2015, est un homme politique irakien. Il était le demi-frère de Saddam Hussein et le frère de Barzan al-Tikriti. Il a été placé aux mains de la coalition le 13 avril 2003, après avoir été capturé alors qu'il tentait de fuir vers la Syrie. Il est décédé en prison de causes naturelles en 2015.
En tant que demi-frère de Saddam, Watban était un de ses proches conseillers, appartenant au cercle restreint de Saddam tout en occupant également plusieurs postes de haut niveau dans l'appareil de sécurité. Dans ces fonctions, il aurait participé à la campagne génocidaire Al-Anfal contre les Kurdes dans le nord de l'Irak. Il est devenu ministre de l'Intérieur en 1991 et, à ce titre, a été accusé d'avoir supervisé la détention, la torture et l'exécution de centaines de prisonniers. Certaines de ces exécutions auraient été enregistrées, avec des copies conservées au ministère. En tant que ministre de l'Intérieur, Watban a également participé à la répression des soulèvements de 1991 en Irak, en particulier dans les banlieues de Bagdad de Thawra, Shu'la, Hurriya' Bayya', le village de Yousiffiya et les districts voisins de Mahmoudiyah . La répression gouvernementale du soulèvement dans ces districts s'est souvent traduite par des exécutions massives.

## Biographie
Demi-frère de Saddam Hussein et frère de Barzan al-Tikriti, il devient ministre de l'Intérieur en 1991. À ce poste, il est responsable de l'emprisonnement, de la torture et de la mort de centaines d'opposants politiques au régime. En 1995, le fils de Saddam, Uday Hussein, le crible de balles lors d'une dispute apparemment lors d'une dispute sur la popularité croissante de Watban parmi les Irakiens. En conséquence, il aurait perdu une jambe, des organes génitaux et une partie de son estomac. Après l'incident, Saddam a ordonné à Watban de se placer dans une position relativement obscure à Tikrit. Il perd son poste de ministre la même année, mais demeure conseiller présidentiel.
En 2003, les États-Unis lui assignent le cinq de pique dans le jeu de cartes des personnalités irakiennes les plus recherchées. Il est arrêté le 13 avril 2003 alors qu'il tente de s'enfuir en Syrie.
En 2009, il est condamné à mort par pendaison pour son implication dans l'exécution de 42 commerçants. Le 14 juillet 2011, il est remis aux autorités irakiennes pour subir sa sentence. Il n'est cependant pas exécuté et il meurt de causes naturelles quatre ans plus tard,.